# Zhao Shuai
Zhao Shuai 赵帅S (Shenyang, 15 agosto 1995) è un taekwondoka cinese, campione olimpico nella categoria 58 kg ai Giochi di Rio de Janeiro 2016.

## Palmarès
Giochi olimpici
- Oro a Rio de Janeiro 2016 (cat. 58 kg)
- Bronzo a Tokyo 2020 (cat. 68 kg)

Mondiali
- Bronzo a Čeljabinsk 2015 (cat. 58 kg)
- Oro a Muju 2017 (cat. 63 kg)
- Oro a Manchester 2019 (cat. 63 kg)

Giochi asiatici
- Argento a Giacarta 2018 (cat. 63 kg)

Campionati asiatici
- Bronzo a Manila 2016 (cat. 63 kg)